# Chiesa del Santissimo Salvatore (Palmi)
La chiesa del Santissimo Salvatore era un luogo di culto cattolico di Palmi, attualmente scomparso.

## Storia
La Chiesa di «Jesu Christi Salvatoris» destò meraviglia per la sua imponenza a monsignor Marco Antonio Del Tufo, vescovo della Diocesi di Mileto, nella sua visita ex limina, del 25 ottobre 1586, ai luoghi di culto della città. Tale chiesa, ben arredata, sorgeva nel rione omonimo il quale «era contiguo alle mura di Palme» e, al suo interno, aveva sede una Confraternita del Santissimo Salvatore. Nel verbale della Santa Visita del vescovo la chiesa figurava interamente dipinta e decorata con scene del Vecchio Testamento e del Nuovo Testamento. Oltre all'altare maggiore, sul quale vi era un grande quadro in tavola con l'immagine del Salvatore, della Madonna e di San Giovanni Battista, vi erano gli altari dedicati a Santa Lucia ed alla Madonna con i misteri del rosario, a cura dell'omonima congregazione, con sede anch'essa all'interno della chiesa. Difatti a Palmi la «Confraternita del Salterio o della Corona», sotto l'invocazione della Beata Maria Vergine del Rosario, fu istituita nella chiesa del Santo Salvatore, approvata da Roma e confermata nell'anno 1580.